# كزافييه توندو
كزافييه توندو (بالإسبانية: Xavi Tondo)‏ مواليد 5 نوفمبر 1978 في إسبانيا - الوفاة 23 مايو 2011 في موناتشيل، كان دراج إسباني في صنف سباق الدراجات على الطريق.

## سجل النتائج

### المراكز
- حقق المركز الـ 8 في فولتا كاتالونيا 2009
- حقق المركز الـ 2 في فولتا كاتالونيا 2010
- حقق المركز الـ 5 في طواف إسبانيا 2010
- حقق المركز الـ 5 في طواف إقليم الباسك 2011
- حقق المركز الـ 6 في فولتا كاتالونيا 2011

## روابط خارجية
- كزافييه توندو على موقع الاتحاد الدولي للدراجات (الإنجليزية)
- كزافييه توندو على موقع أرشيف الدراجات (الإنجليزية)
- كزافييه توندو على موقع إحصائيات الدراجات الإحترافية (الإنجليزية)
- كزافييه توندو على موقع نسبة الدراجات (الإنجليزية)
- كزافييه توندو على موقع CycleBase (الإنجليزية)